# 河内淳一のディスコグラフィ
河内淳一のディスコグラフィ（かわうちじゅんいちのディスコグラフィ）は河内淳一がこれまでソロ名義で発売した全作品についてまとめた項。発売日はすべてオリジナル盤の日付を示している。芸名を用いていた時期の作品もここに含めている。

## シングル
- 1988年4月21日発売

1. Carry On
  - 作詞:麻生圭子・作曲：河内淳一・編曲:志熊研三
2. Day After
  - 作詞:竹花いち子・作曲：河内淳一・編曲:新川博
  - 公式の再結成ではないがコーラスに桑田佳祐・今野多久郎・小島良喜・琢磨仁・松田弘からなるKUWATA BANDのメンバーが参加している。

- 1988年8月21日発売

1. 恋に落ちた日～Anyday You Love Me～
  - 作詞:大津あきら・作曲：河内淳一・編曲:新川博
  - 桑田佳祐がバックボーカルで参加した。
  - アサヒ飲料『三ツ矢サイダー』のCMソングに使用。
  - 大津あきらの追悼アルバムにもこの歌は収録されている。
2. Angel
  - 作詞・作曲：Steve Kipner・Bobby Caldwell・編曲:新川博

- 1989年3月21日発売

1. DREAM OF YOU
  - 作詞:芹沢類・作曲：河内淳一・編曲:志熊研三
2. SO MUCHI I LOVE YOU
  - 作詞:康珍化・作曲：河内淳一・編曲:Tom Keane・Pat Williams

- 1991年3月25日発売

1. さよならに虹が降る
  - 作詞:売野雅勇・作曲：河内淳一・編曲:Bill Champlin
  - 歌詞には「エデンの東」やビートルズのメンバーだったジョン・レノンの死と世間が受けた衝撃を表すフレーズも含まれている。
2. SUMMER TIME IS GONE
  - 作詞:田口俊・作曲：河内淳一・編曲:Bill Champlin

- 1991年7月25日発売

1. 君のいた夏
  - 作詞:売野雅勇・作曲：河内淳一・編曲:河内淳一・JOHN CAPEK
2. Night Train
  - 作詞:田口俊・作曲：河内淳一・編曲:JOHN CAPEK
  - 河内自身は生まれも育ちも浅草なので、家を飛び出し夜行列車(=Night Train)に乗って都会へ…という経験は無いが、子供の頃に抱いていた周囲が持つ保守的な姿勢に対する反発心をデフォルメも施して歌にした。

- 1991年10月25日発売

1. ハロー・ミスターサンタクロース
  - 作詞:並河祥太・作曲：河内淳一・編曲:河内淳一・片山敦夫
  - 共同作業者でキーボーディストの片山はSTR!Xで同じメンバーだった。
  - フィットネス・インストラクター・タレントのクリス松村が2009年12月6日付の自身のブログで独自特集によるクリスマスソングの一曲に挙げた。
2. メリークリスマス
  - 作詞:並河祥太・作曲：河内淳一・編曲:河内淳一・片山敦夫
3. ハロー・ミスターサンタクロース（オリジナル・カラオケ）

- 1992年3月1日発売

1. Virgin Smileの君
  - 作詞:並河祥太・作曲：河内淳一・編曲:片山敦夫・河内淳一・JOHN CAPEK
2. Listen To Me
  - 作詞:田口俊・作曲：河内淳一・編曲:片山敦夫・河内淳一・JOHN CAPEK
3. Virgin Smileの君（オリジナル・カラオケ）

- 1992年6月25日発売

1. 君の瞳いっぱいの夏
  - 作詞:杉山清貴・作曲：河内淳一・編曲:片山敦夫・河内淳一・JOHN CAPEK
  - 杉山清貴が初めて他アーティストに歌詞を提供した曲。
2. Studio-Aの友人
  - 作詞:並河祥太・作曲：河内淳一・編曲:片山敦夫・河内淳一
  - テレビ東京系「ZUKE2チャンネル」オープニングテーマ曲に使用された。
3. 君の瞳いっぱいの夏（オリジナル・カラオケ）

- 1992年11月1日発売

1. 戻れない夜
  - 作詞:池永康記・作曲・編曲:河内淳一
  - KUWATA BANDの盟友小島がキーボードで参加。
2. PEOPLE
  - 作詞:並河祥太・作曲・編曲:河内淳一
3. 戻れない夜（オリジナル・カラオケ）

- 1994年6月22日

1. Bay Bridge～眠れない夜を越えて～
  - 作詞:青木久美子・作曲・編曲:河内淳貴
  - 協和発酵酎ハイ「Bay Bridge」イメージソングに使用されたデュエット曲。
  - パートナーは、現在｢和悠美｣の名前で杉山清貴をサポートしている女性歌手「MEGU」。最初、仮唄収録だけを依頼したが、メーカーが彼女の声を気に入り改めて河内が要請をかけ本番の録音に至った経緯がある[1]。
2. Bay Bridge～眠れない夜を越えて～（オリジナル・カラオケ 男性用）
3. Bay Bridge～眠れない夜を越えて～（オリジナル・カラオケ 女性用）
4. Bay Bridge～眠れない夜を越えて～（オリジナル・カラオケ デュエット用）

- 1996年5月21日発売

1. ダイヤモンドを持って
  - 作詞:けいこMoon・作曲:河内淳貴・編曲：河内淳貴&Jasmin
  - 日本テレビ系列「発明将軍ダウンタウン」エンディングテーマ曲に使用。
2. Never Ending Love
  - 作詞:河内淳貴・並河祥太・作曲河内淳貴・編曲：河内淳貴&Jasmin
3. ダイヤモンドを持って（オリジナル・カラオケ）
4. Never Ending Love（オリジナル・カラオケ）

## アルバム
One Heart　1988年4月21日発売
1. Feel The Way
  - 作詞：真名杏樹・作曲：河内淳一・編曲：志熊研三
2. 恋に落ちた日～Anyday You Love Me～
  - 作詞:大津あきら・作曲：河内淳一・編曲:新川博
3. ラスト・シーン
  - 作詞・作曲：Peter Beckett・訳詞：真名杏樹・編曲：志熊研三
4. Why
  - 作詞：伊達歩・作曲：河内淳一・編曲：新川博
5. Heart-Break Friend
  - 作詞：山川啓介・作曲：河内淳一・編曲：志熊研三
6. Day After
  - 作詞：竹花いち子・作曲：河内淳一・編曲：新川博
7. Ayally
  - 作詞・作曲：Steve Kipner・Bobby Caldwell・Jay Gruska・訳詞：麻生圭子・編曲：小林信吾
8. Warning Twilight
  - 作詞：杉山桂子・河内淳一・作曲・編曲：河内淳一
9. Carry On
  - 作詞：麻生圭子・作曲：河内淳一・編曲：志熊研三
10. Single Girlに愛をこめて
  - 作詞：山川啓介・作曲：河内淳一・編曲：志熊研三
  - 後にカルロス・トシキ&オメガトライブに加入するJoey McCoyがボイスで参加している。
11. ガラス越しのTears
  - 作詞：大津あきら・作曲：河内淳一・編曲：志熊研三
12. Forever
  - 作詞：伊達歩・作曲：河内淳一・編曲：志熊研三
  - 杉山清貴がバックボーカルで参加している。

演奏
- ドラム：Tohru Hasebe・Atsuo Okamoto・Jun Aoyama・Linn and Ams dmx-15 with Spice Library.
- ベース：Hideki Matsubara・Naoki Watanabe・Mini Moog.
- キーボード：Hidetoshi Yamada・Hiroshi Shinkawa・Shingo Kobayashi・Yoshinobu Kojima・Kenzo Shiguma
- シンセ・オペレーター：Atsushi Umehara・Hiroshi Koizumi・Takashi Furukawa・Yoshimasa sakasita.
- ギター：Takayuki Hijikata・Tsuyosi Kon・Masaki Matsubara・Jun Sumida・Junichi Kawauchi.
- ホーンズ：Shin Kazuhara・Jake H.Conception・Kenji Nishiyama・Junichi Kanezaki・Shigeo Huchino・Mitsuru Kanekuni・Yoshitaka Hanasaka.
- ストリングス：Noiri Group.
- バックボーカル：Kiyoshi hiyama・Yasuhiro Kido・Joey McCoy・Shuji Otsuka・Michael Wilson・Kazuyo Sugimoto・Yuiko Tsubokura・Fumiko Hiratsuka・Mai Yamane・Eiko Ymane.
- ゲストバックボーカル：Keisuke Kuwata・Kiyotaka Sugiyama・Hiroshi Matsuda・Jin Takuma・Yoshinobu Kojima・Takuro Konno・Makoto Saito.

SWEET　1989年3月21日発売
- LAで録音された2枚目のアルバム。通常は国内でデモテープを制作、それを基に現地でアレンジを施しレコーディングを進めるが、持参したデモテープも音源に含めた作品。作曲は全て河内が担当した。

1. TIME
  - 作詞：Rui Serizawa・編曲：Ken Shiguma & Jerry Hey
2. OUT OF MY LIFE
  - 作詞:Anjyu Mana・編曲:Hiroshi Shinkawa
3. 何度も何度も
  - 作詞：Rui Serizawa ・編曲：Ken Shiguma & Jerry Hey
4. 君と風の丘にいる～WE DON'T KNOW WHAT'S THE BEST WAY～
  - 作詞：Chinfa Kan・編曲：Hiroshi Shinnkawa
5. CRYING THE HALF MOON
  - 作詞：Kumiko Aoki・編曲：Ken Shiguma
6. YOU SHOULD BE IN LOVE
  - 作詞：Masami Tozawa & Chinfa Kan・編曲：Tom Keane
7. YOU'VE GOT A POWER
  - 作詞：Rui Serizawa & Chinfa Kan・編曲：Tom Keane & Jerry Hey
8. DREAM OF YOU
  - 作詞：Rui Serizawa・編曲：Ken Shiguma
9. SO MUCHI I LOVE YOU
  - 作詞：Chinfa Kan・編曲：Tom Keane & Pat Williams
10. JUST ONE NIGHT
  - 作詞：Kumiko Aoki・編曲：Ken Shiguma & Pat Williams
  - 歌詞の一部が青木久美子のオフィシャルホームページで閲覧できる。

PRIVATE HEAVEN　1991年3月25日発売
- レコード会社移籍後の3作目。フライヤーに「AORの『R』はROCKの『R』だ」あるように、これまでの作品と比べてギターが前面に出され一発録りの曲も多い。

1. 1991
  - 作詞：Harutoshi Fujii・作曲：Junichi Kawauchi・編曲：Johon Capek & junichi
  - 元キックボクサーで現U.W.F.スネークピットジャパンコーチの大江慎が現役時代にテーマ曲として使用していた。
2. Good For You
  - 作詞・作曲：John Parker・Peter Beckett・訳詞：康珍化・編曲:Johon Capek & junichi)
3. Night Train
  - 作詞：Shun Taguchi・作曲：Junichi Kawauchi・編曲：Johon Capek & junichi
4. Sweet Pain
  - 作詞：Koki ikenaga・作曲：Junichi　Kawauchi・編曲：Johon Capek & junichi
5. 恋のWaiting Game
  - 作詞：Hiroshi Yamada・作曲：Junichi Kawauchi・編曲：Johon Capek & junichi
6. Original
  - 作詞：Shota Namikawa・作曲：Junichi Kawauchi・編曲：Johon Capek & junichi)
7. おわらないLove song
  - 詞：Shota Namikawa・作曲：Junichi Kawauchi・編曲：Johon Capek & junichi)｢ダウンタウンのガキの使いやあらへんで!!｣の三代目エンディングテーマ曲。
8. Born To Be Happy
  - 作詞：Shun Taguchi・作曲：Junichi Kawauchi・編曲：Johon Capek)
9. さよならに虹が降る
  - 作詞：Masao Urino・作曲：Junichi Kawauchi・編曲：Bill Champlin)
10. I BELIEVE
  - 作詞：Kumiko Aoki・作曲：Junichi Kawauchi・編曲：Johon Capek & junichi
  - 歌詞の一部が青木久美子のオフィシャルホームページで閲覧できる。

Juice　1992年3月25日発売
- 前作同様ロスで録音された。前作と同じく殆んどの曲が一発録りである。

1. 君の胸に抱かれたい
  - 作詞：Shota Namikawa・作曲：Junichi Kawauchi・編曲：Atsuo Katayama & Junichi Kawauchi
  - ジェフ・ポーカロのドラムで始まる曲。デモテープ作成時にイントロ部分はジェフをイメージして作ったが現地で本人に聞かせたところ「It`s My Juice!!（俺の好みだ!!）」と言ったので、その発言がアルバムタイトルの候補に上がった。しかし他の共同作業者達のアイデアやこだわりも含まれているので広義の意味も含めて「Juice」となった。
2. (Don't Be)Afraid Of The Light
  - 作詞・作曲：Junichi Kawauchi & Bill Champlin・編曲:Bill Champlin
ビル・チャンプリンとの共作。
3. Save Our Love
  - 作詞：Kumiko Aoki・作曲：Junichi Kawauchi・編曲：Atsuo Katayama & Junichi Kawauchi & Johon Capek
4. Virgin Smile の君
  - 作詞：Shota Namikawa・作曲：Junichi　Kawauchi・編曲：Atsuo Katayama & Junichi Kawauchi & Johon Capek
5. White Venus
  - 作詞：Shun Taguchi・作曲：Junichi Kawauchi・編曲：Atsuo Katayama & Junichi Kawauchi & Johon Capek
6. You're the only one
  - 作詞：Shota Namikawa・作曲：Junichi Kawauchi・編曲：Atsuo Katayama & Junichi Kawauchi & Johon Capek
  - Kiss-FM KOBEで同年6月のヘヴィー・ローテーション（現KISS HOTRAXX）に選出された。
7. Rainy Weekend（Instrumental）
  - 作曲・編曲：Junichi Kawauchi
  - ギターのインスト曲。前年のツアーで披露され好評だったので収録となった。途中で弦のチューニングが狂うというハプニングが起こったが録音はそのまま続けられた。
8. Studio-Aの友人
  - 作詞：Shota Namikawa・作曲：Junichi Kawauchi・編曲：Atsuo Katayama & Junichi Kawauchi
  - 冒頭のカウントはジェフによるもの。公式の演奏時間は5分25秒だが実際のレコーディングはもっと長く、ジェフのパワフルなドラミングのためスティックが折れてしまった程である。
9. 届かぬ想い～Lovesick Blues
  - 作詞：Shun Taguchi・作曲・編曲：Junichi Kawauchi
10. Murderess
  - 作詞：Shota Namikawa・作曲・編曲：Junichi Kawauchi
11. Let The Rain Fall Down
  - 作詞・作曲・編曲：Bill Champlin